# Protentella
Protentella es un género de foraminífero planctónico de la familia Catapsydracidae, de la superfamilia Globorotalioidea, del suborden Globigerinina y del orden Globigerinida. Su especie tipo es Protentella prolixa. Su rango cronoestratigráfico abarca desde el Burdigaliense (Mioceno inferior) hasta la Serravalliense (Mioceno medio).

## Descripción
Protentella incluía especies planctónicos con conchas planiespiraladas, de forma biumbilicada digitada; sus cámaras eran inicialmente subglobulares, y finalmente ovaladas alargadas radialmente; sus suturas intercamerales eran rectas e incididas; su contorno ecuatorial era fuertemente lobulado o digitado; su periferia era redondeada a subaguda; su ombligo era estrecho; su abertura principal era interiomarginal, ecuatorial extraumbilical, con forma de arco asimétrico y rodeada con un grueso labio; presentaban pared calcítica hialina, perforada con poros en copa y superficie reticulada y espinosa, con crestas interporales circulares o poligonales y bases de espinas.

## Discusión
Clasificaciones posteriores han incluido Protentella en la familia Globorotaliidae.

## Paleoecología
Protentella incluía especies con un modo de vida planctónico, de distribución latitudinal tropical-subtropical, y habitantes pelágicos de aguas profundas (medio mesopelágico inferior a batipelágico superior).

## Clasificación
Protentella incluye a las siguientes especies:
- Protentella clavaticamerata †
- Protentella molinae †
- Protentella navazuelensis †
- Protentella nicobarensis †
- Protentella prolixa †

En Protentella se ha considerado el siguiente subgénero:
- Protentella (Clavatorella), aceptado como género Clavatorella